# Hascosay
Hascosay (en nòrdic antic Hafskotsey) és una petita illa localitzada en l'arxipèlag de les Shetland, a Escòcia. L'illa està situada entre les illes de Yell i Fetlar.
L'illa ocupa una superfície de 270 hectàrees i la seva altitud màxima sobre el nivell del mar és de 30 metres.
L'illa roman deshabitada des de la dècada de 1850.
L'illa compta amb diverses piscines, però l'aigua fresca és freqüentment contaminada per la boira salina. L'illa ha estat designada com un Zona d'Especial Conservació. És també la llar d'una població de llúdrigues.